# Mezoregion Oeste Catarinense

Mezoregion Oeste Catarinense

Mezoregion Oeste Catarinense – mezoregion w brazylijskim stanie Santa Catarina, skupia 117 gmin zgromadzonych w pięciu mikroregionach. Liczy 36 659,4 km² powierzchni.

## Mikroregiony
- Chapecó
- Concórdia
- Joaçaba
- São Miguel do Oeste
- Xanxerê